# Tarco Huaman
Tarco Huaman fue hijo de Mayta Cápac y su coya Mama Tancaray. Probablemente asumió la jefatura de los incas. Su reinado fue breve. Fue derrocado por Cápac Yupanqui.

## Familia
Tarco Huamán fue hijo del inca Mayta Cápac, nieto de Lloque Yupanqui y primo de Cápac Yupanqui.

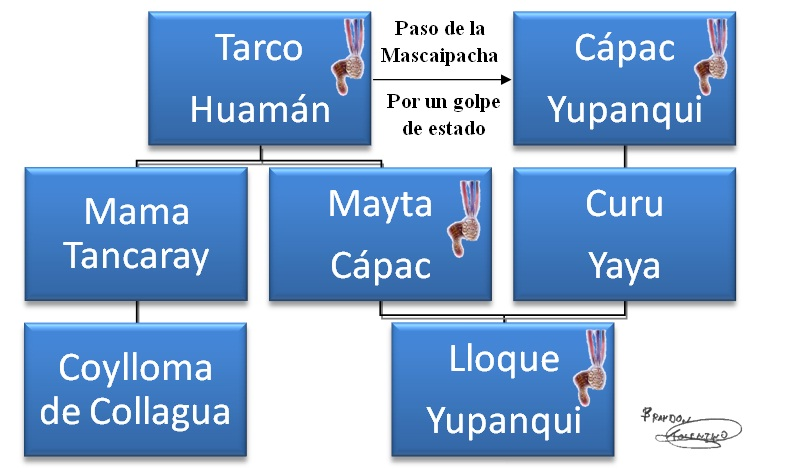
Familia de Tarco Huaman

## Vida
Tarco Huamán fue el hijo de Mayta Cápac y Mama Tancaray. Él fue el fruto de una alianza entre Collaguas y los incas. Era el hijo predilecto del inca, por consiguiente subió al trono luego de la muerte de su padre.
Su gobierno no duró mucho, ya que sería derrocado por su primo Cápac Yupanqui. La primera acción de este nuevo inca fue matar a nueve hermanos de Tarco y al resto les hizo jurar lealtad asegurándose así el trono.
Al estallar la guerra contra los cuyos (Cuyumarca) de los Andes Cápac Yupanqui le mandó a un curaca que le trajese pájaros; éste desertó. Al terminar la guerra el inca mandó a Tarco de gobernador a ese lugar con el encargo de enviarle “Mil jaulas de pájaros de los andes y de la puna”.